# Wellington (Kansas)
 For alternative betydninger, se Wellington (flertydig). (Se også artikler, som begynder med Wellington)
Wellington er en amerikansk by og administrativt centrum i det amerikanske county Sumner County, i staten Kansas. I 2003 havde byen et indbyggertal på 8.647.

## Ekstern henvisning
- Wellingtons hjemmeside (engelsk) Arkiveret 2. december 2020 hos  Wayback Machine

37°16′2″N 97°24′0″V / 37.26722°N 97.40000°V